# ホテルドリームゲート舞浜

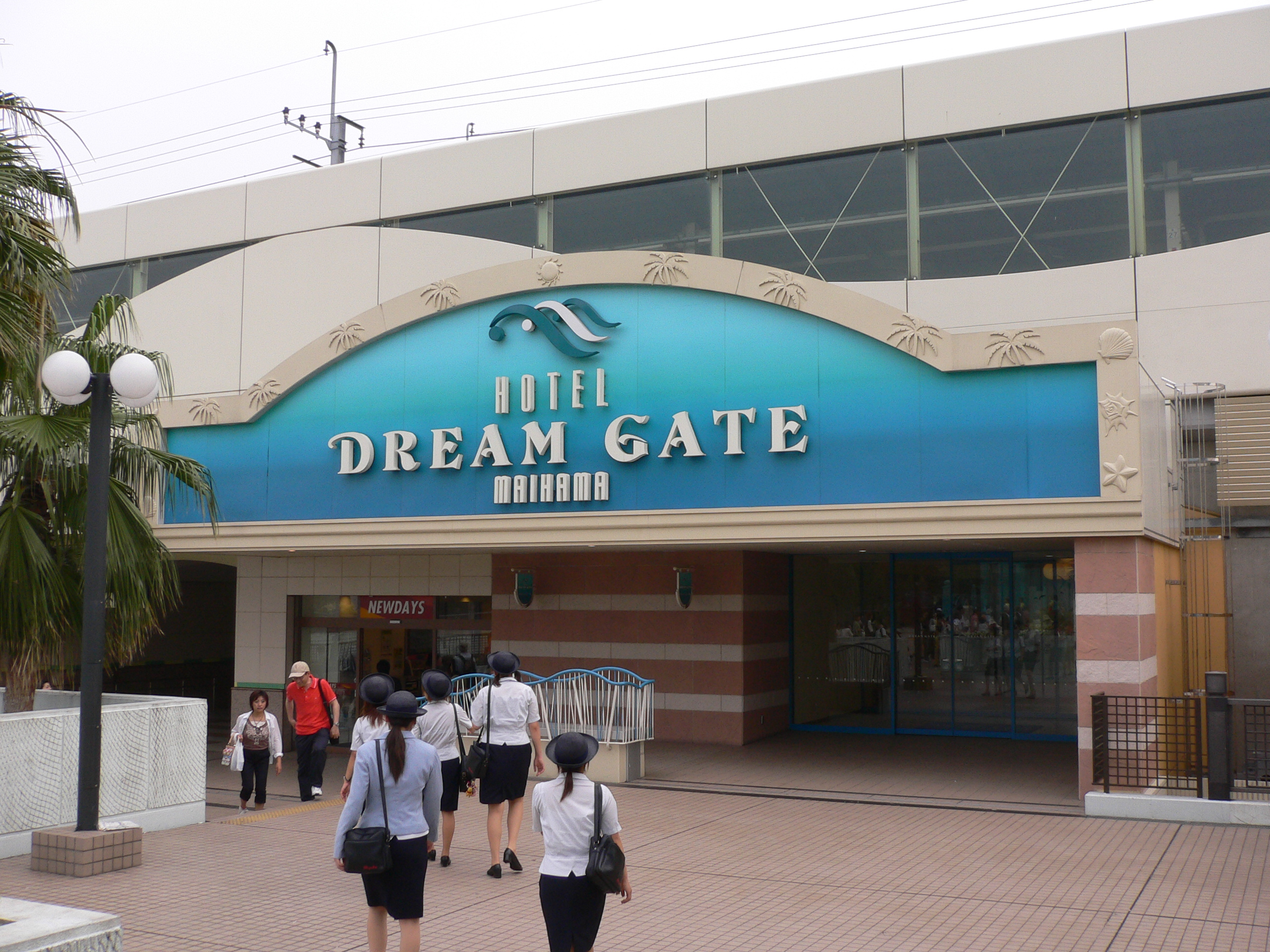

- JR東日本ホテルズ > ホテルドリームゲート舞浜
- 日本ホテル > ホテルドリームゲート舞浜

ホテルドリームゲート舞浜（ホテルドリームゲートまいはま、Hotel Dream Gate Maihama）は、千葉県浦安市舞浜にある東日本旅客鉄道（JR東日本）グループのホテルチェーン（JR東日本ホテルズ）に属するホテルの一つである。運営業務は日本ホテルが行っている。東京ディズニーリゾートに隣接するが、オフィシャルホテルなどの提携は一切していない。

## 概要
舞浜駅コンコースの隣、京葉線の高架橋直下に建設されたホテルで、2004年（平成16年）2月29日に開業した。名称は一般公募され集まった約1000件の中から選定された。
開業から2009年（平成21年）3月31日まではJR東日本子会社・京葉企画開発による運営だったが、千葉支社管内の子会社再編による同社の解散に伴い、当ホテルおよび「ファミリーオ館山」の運営は、翌4月1日から関東地方のJR東日本ホテルズの運営を統括する日本ホテルに移管された。
舞浜駅の東京寄りに、2017年（平成29年）12月18日に「ホテルドリームゲート舞浜アネックス」を増設した。2020年（令和2年）4月1日からホテル直上の高架橋において、舞浜駅のホーム延伸工事を行うため一旦休館していたが、工事完了を受け、2022年（令和4年）の4月1日から営業を再開した。

### 工法
建設にあたっては、JR東日本と竹中工務店が開発した「吊り免振工法」により、高架橋の耐震性を維持しつつ、高架下に騒音・振動のないホテルが整備された。なお、吊り免振工法の採用は客室部分のみとなっている。

## レストラン
- サイゼリヤ
本館1階にあるカフェレストラン。入口はホテル内側と舞浜駅1階路面側の2箇所にある。朝食から夕食まで対応している。朝食は宿泊客のみ利用可。
- chawan（ちゃわん）
アネックス2階。
すかいらーくグループの「和ごはんとカフェ」。朝食から夕食まで対応している。朝食は宿泊客のみ利用可。

## 交通アクセス
京葉線舞浜駅直結。東京ディズニーランドのバスターミナルから徒歩約5分。
ディズニーリゾートラインのリゾートゲートウェイ・ステーションから徒歩約1分となる。